# نادي زيبو كوجو
نادي زيبو كوجو لكرة القدم (بالصينية: 淄博蹴鞠足球俱乐部) هو نادي كرة قدم صيني محترف، ومقره في زيبو.